# Święty Jan Ewangelista na Patmos
Święty Jan Ewangelista na Patmos (wł. San Giovanni Evangelista a Patmos) − obraz autorstwa renesansowego włoskiego malarza Tycjana z ok. 1547.
W 1544 roku Tycjan zobowiązał się do namalowania obrazu Jana Ewangelisty na wyspie Patmos do sali konferencyjnej dla weneckiego bractwa Scuola Grande di San Giovanni Evangelista. Płótno pierwotnie zostało umieszczone na suficie jak główny element dekoracyjny, w otoczeniu cherubinów satyrów, kobiecych głów i symboli czterech ewangelistów.
Przedstawiony motyw zaczerpnięty został z Opisów Heretyków autorstwa Tertulliana. Według niego Jan miał zostać zesłany na Patmos po tym jak zanurzono go we wrzącym oleju i jak nic z tego powodu nie ucierpiał. Tycjan przedstawia świętego w momencie apokaliptycznej wizji zesłanej przez Boga i otrzymania natchnienia do napisania Apokalipsy. Postać została namalowana z niskiej perspektywy na tle nieba, przez co sylwetka apostoła jest radykalnie skrócona, skulona ze zgiętymi ramionami i nogami. Z rozdartego nieba ukazuje się Bóg w towarzystwie aniołów.
Motyw Jana Ewangelisty na wyspie Patmos podejmowało wielu artystów epoki, między innymi Hieronim Bosch w latach 1504-1505, (obecnie w Staatliche Museen).